# Altiplanomarktyrann
Altiplanomarktyrann (Muscisaxicola griseus) är en fågel i familjen tyranner inom ordningen tättingar.

## Utbredning och status
Fågeln förekommer i páramo i Peru och västra Bolivia (La Paz till Cochabamba). IUCN kategoriserar arten som livskraftig.

## Namn
Altiplano är en torr till halvtorr högplatå i de centrala Anderna med delar i Chile, Argentina, Bolivia och Peru.